# ナゴヤ球場
ナゴヤ球場（ナゴヤきゅうじょう）は、愛知県名古屋市中川区露橋二丁目にある野球場である。1996年までプロ野球球団・中日ドラゴンズの本拠地球場で、1997年のナゴヤドーム完成後は、中日ドラゴンズ二軍の本拠地球場および練習場となっている。
ナゴヤドームと同じく「ナゴヤ」はカタカナ表記であり、漢字表記の「名古屋球場」ではない。これは、名古屋市章が末広がりで縁起が良いとされる「八」を丸で囲ったようなデザインのため、画数が8画になる「ナゴヤ」で表記するようになったとされている。

## 歴史

### 中日スタヂアム

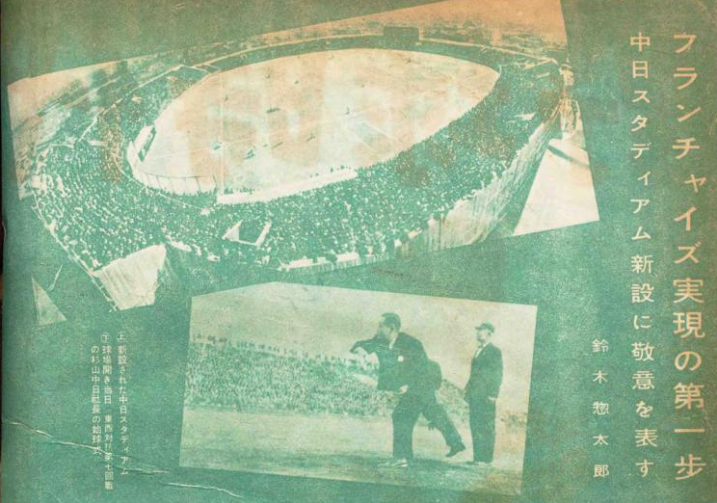
開場した中日球場と始球式の杉山虎之助中部日本新聞社長(『月刊野球時代』昭和24年3月号)

1948年（昭和23年）、当時本拠地球場を持たず、試合の度に各地（主に東京都の後楽園球場、兵庫県の甲子園球場と阪急西宮球場）をジプシー状態で転々としていた中日ドラゴンズの運営会社「株式会社中部日本野球倶楽部」が増資された のを機に、名古屋大空襲によって焼失した軍需工場跡地へ球場を建設することが決まる。昼夜兼行の突貫工事で着工から2か月足らずの12月2日、収容人数23,000人（ないしは、25,000人）総木造スタンドの中日スタヂアム（ちゅうにちスタヂアム）が完成。通称は中日球場（ちゅうにちきゅうじょう）。こけら落としは同日開催された「プロ野球オールスター東西対抗戦」であった。翌1949年（昭和24年）より、ドラゴンズが当時日本野球連盟（日本のプロ野球統括組織。後の日本野球機構）で暫定導入していた地域フランチャイズ制度上の本拠地球場として使用される。
球場経営は当初同年8月13日に設立された「株式会社中日スタヂアム」が行っていたが、1950年（昭和25年）5月25日に大リーグに倣い球団と一体化（中部日本野球倶楽部を吸収）して「名古屋野球株式会社」（なごややきゅう）となった。しかし、球団と球場の一体経営は効果が出ず、1951年（昭和26年）1月25日に球団経営を分離して再度「株式会社中日スタヂアム」へ改称した。
設計にあたっては当時のクリーブランド・インディアンスの本拠地であったミュニシパル・スタジアムを参考にしたという。第1号本塁打は1948年（昭和23年）12月2日に行われた東西対抗戦で、阪神の藤村富美男が左翼へ打ち込んだものであった。客席は、スタンドというよりは見世物のやぐらや足場に近い代物で、木造のため観客が足を踏み鳴らすとガタガタと大きな音が鳴り、下は空洞だった。スタンド下は弁当の空き箱から紙くずまで巨大なゴミ箱のように扱われ、さらにその上へタバコの吸殻を捨てた事によるボヤが度々発生した。この為スタンドの各所には消火用のバケツと箒が用意されていた程で、球場側も火災の発生には神経質になっていたことが窺い知れる。

#### 全焼火災

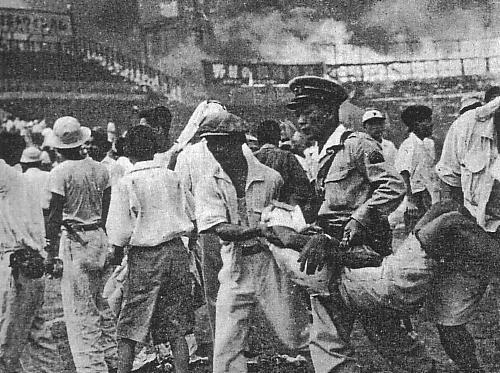
中日スタヂアムの火災（1951年8月19日）

ところが1951年（昭和26年）8月19日の午後4時前、名古屋ドラゴンズ（現・中日ドラゴンズ）対読売ジャイアンツ19回戦 の3回裏名古屋攻撃中、巨人先発の別所毅彦に対して名古屋4番の西沢道夫が打席に立った際に、ネット裏スタンド、内野指定席上段から火災が発生した。火は折からの7.4メートルの強風にもあおられ瞬く間に燃え広がり、午後5時40分の鎮火までに球場がほぼ全焼した他、正面スタンド入口脇の球場事務所、熊谷組の事務所、駐輪場、周辺の民家4戸、工場3棟も全焼してしまった。満員の観客（この中には後に中日の選手・監督となる高木守道がいた）、両軍の選手、関係者から内野席を中心に死者4名、治療を受けた重軽傷者318名、治療を受けられずに帰宅した負傷者多数を出す大惨事となった。当日の名古屋先発で戦時中に空襲を経験していた杉下茂は、火の手を見た瞬間「ああ百年目、俺ももうだめだ」と思ったという。出火の原因は床板の隙間から下に落ちたタバコの吸殻が床下にたまっていた紙屑に引火した為と見られる。
この火災の為に中日球場が使用不能となったことにより、8月19日以後の球団主催公式戦の日程は鳴海球場を中心に刈谷、浜松、四日市、松阪、滋賀県の彦根、神奈川県の茅ヶ崎 の各球場にて開催された。

#### 全焼からの再建
火災の3か月後となる11月15日に実質新築となる再建工事を着工、翌1952年（昭和27年）4月5日にネット裏に2階席を備えた鉄筋コンクリート造の新スタンドが完成。収容人数は、30,000人となった。また、この年より日本プロフェッショナル野球協約の条文（第38条）としてプロ野球地域保護権（フランチャイズ制度）が導入され、正式に協約上の本拠地球場となった。再建後最初となる名古屋戦の相手は火災時と同じ巨人であり、球場内に祭壇が設けられ、火災発生と同時刻には、試合を中断して、黙祷が行われた。中日の他に近鉄が準本拠地として主催ゲームを開催、毎日も1953年（昭和28年）に3試合公式戦を開催している。
1953年（昭和28年）6月20日、日本では後楽園、大阪、西宮に次いで4番目となる照明設備が完成し、同年6月25日の名古屋対広島戦で初ナイトゲームが開催された。なお、照明設備は1963年（昭和38年）にはカクテル光線化されている。1955年（昭和30年）はスタンド増築により、収容人数が35,000人へ増加。
この他、1962年（昭和37年）から試合のない日にはゴルフ練習場としても利用されるようになった。また、1965年（昭和40年）には株式会社中日スタヂアムが球場経営の他に多角化経営の一環としてホテル等の土地・建物の運営も手がけるようになり、岐阜県吉城郡上宝村（現：高山市）に「中日ロッジ」をオープンさせた。
1973年（昭和48年）4月にはレフトスタンド上段（バックスクリーン左側）にコカ・コーラのネオン広告を組み込んだ電光掲示板が完成、試合中には打者の打率等を表示した。

### ナゴヤ球場

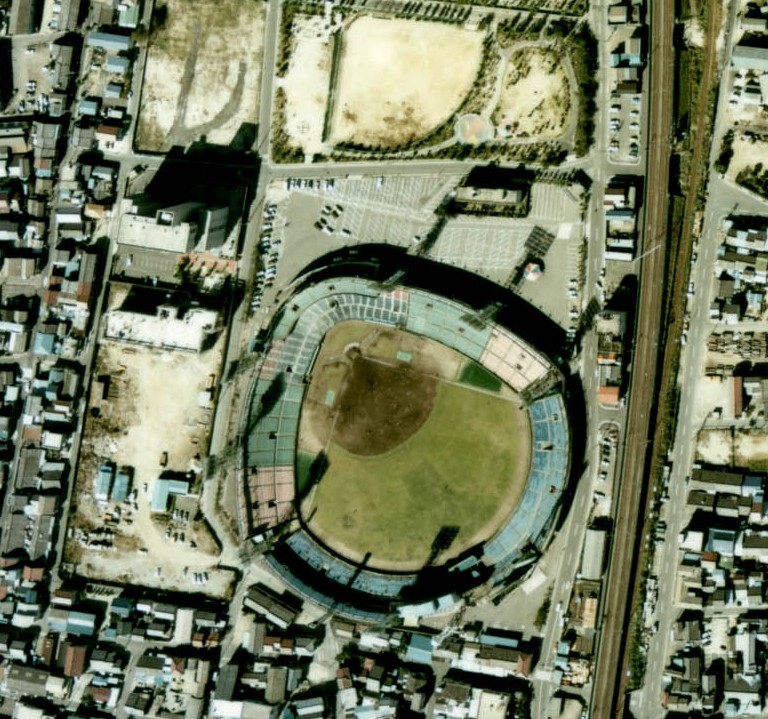
国土画像情報（カラー空中写真）国土交通省
1977年度撮影
この
当時、内野ファウルグラウンドにも天然芝が敷かれているのがわかる

1973年5月、運営会社である株式会社中日スタヂアムが中日スタヂアム事件により倒産。球場閉鎖も取りざたされたが、以後の試合開催は中日ドラゴンズが肩替わりすることでこの危機を乗り切る。しかしドラゴンズだけでは球場設備の管理が行き届かなくなったため、1975年10月1日にドラゴンズの親会社である中日新聞社をはじめ、中部日本放送、東海銀行（現・三菱UFJ銀行）、中部電力、東邦瓦斯、名古屋鉄道、松坂屋（現・大丸松坂屋百貨店）、トヨタ自動車など地元大手企業の出資によって、同球場の新しい受け皿会社として「株式会社ナゴヤ球場」が設立され、同時に球場名も現名称に改称された。
この改称時に一部改修が行われ、スコアボード下部中央に「トライビジョン」 が設置され、また、安打数・失策数が7セグメントディスプレイによる電光掲示となった。1977年にはライトスタンド後方には風向・風速を表示する「ファイティングタワー」と名付けられたネオンサインが設置された。これはトヨタ自動車のネオンサイン広告入りだったが、観客の歓声によって点灯する部分が上下に変化するものであった。
1980年にはレフトスタンド後方にスピードガンで測定されたピッチャーの球速を表示する「スピード表示電光掲示板」が設置された。またテレビ中継がバックスクリーン視点になったのに対応して、バッターボックス後方のフェンスにパロマの広告が付けられた。1981年には1塁側・3塁側のベンチ広告の上部がリョービに変更された。1979年には電子オルガンも設置されゲーム中に演奏されていたが、1985年をもって撤去された。
テレビ中継・ラジオ中継の放送ブースはテレビがネット裏2階席の真下に3室設置されており、うち2室はCBCテレビ（三塁側）、東海テレビ（一塁側）の専用、残りの1室（東海テレビのライト寄り隣）はNHKや近鉄主催公式戦において毎日放送（ネットチェンジ以前）・朝日放送（ネットチェンジ以後）・読売テレビ・テレビ大阪が使用することがあった。また、ラジオブースはグラウンドレベルに5室設置されており、CBCラジオ・東海ラジオ・NHKが各々の専用ブース、残りの2室は土・日曜ナイターにおいて乗り込み自社制作を行う際のニッポン放送またはMBSラジオ（対阪神戦と一部の近鉄主催試合のみ）、ラジオ日本ジャイアンツナイター向け裏送り制作を行う際のCBCラジオ、近鉄主催公式戦において平日ナイター中継を行う際のラジオ大阪や土曜デーゲーム中継を行う際のABCラジオなどが使用していた。
1987年には大規模な改装により、8基あった照明塔が6基に集約され内野スタンドも大幅に増築（収容人数そのものは増やさず席間のみ拡張）され、内野スタンド入口はデッキ式となり二層化された。翌1988年にはフェンスの色がそれまでの緑色からドラゴンズカラーの青色に、広告の文字も黄色から象牙色に改められた。また、電光掲示板もドットの細かいものに更新されている。同年に中日がリーグ優勝を決めた際に一部ファンがグラウンドへ乱入したこともあり、翌1989年に外野フェンス直後に昇降式のネットが取り付けられた。
1980年代には夏の高校野球愛知県予選の会場として使用され、工藤公康など後にプロになった選手も高校時代にこの球場でプレーしたこともあったが、熱田神宮公園野球場の改修後は行われなくなった。
スタンドが老朽化したことや、ナゴヤドームが1997年2月に完成したことから、一軍公式戦での使用は1996年10月6日の中日対巨人最終戦（詳細後述）でいったん終了した。
中日の一軍では本拠地をナゴヤドームへ移転してからも、非公開や無料公開の練習試合で当球場を数回使用。2019年3月7日には横浜DeNAベイスターズとのオープン戦を開催した。名古屋ウィメンズマラソン（同月10日開催）のゴール地点をドーム内、スタート地点をドーム前の道路上へ設けることに伴う措置で、中日が有料で主催する一軍の試合としては23年振りの使用であった。中日球団では全席自由席ながらおよそ3,500枚の入場券を用意したが、同年2月上旬からの前売で完売。応援については、両チーム応援団の活動を認めながらも、近隣住民への配慮から鳴り物の使用を禁止した。入場者数は3,504人、試合は5 - 0でDeNAが勝利。
一軍本拠地時代の晩年、本塁打が出た場合にはホーム、ビジターに関係なく、祝福する音楽が流れ、ドラゴンズの選手の場合は球団マスコットのぬいぐるみ、ビジターチームの選手の場合は花束が渡されていた（ホームランファンファーレは二軍本拠地となって以降も使用。なお、ナゴヤドームでも2012年8月の「レジェンドユニホームシリーズ」で限定使用された）。

#### 中日二軍本拠地・練習場化以降
1997年から一軍はナゴヤドームに本拠を移し、ナゴヤ球場は二軍（ウエスタン・リーグ）の公式戦と練習用に使用（しばらくは、野球以外の各種イベントにも使用）されることとなる。また、1月1日付で株式会社ナゴヤ球場も「株式会社ナゴヤドーム」へ改称され、3月12日に開場するナゴヤドームとナゴヤ球場の両スタジアムを管理・運営する企業に移行した。オフィスもナゴヤドーム（本社）とナゴヤ球場の双方に設置された。
一軍撤退後、段階的に解体や改修（後述参照）を重ねていった。なお、ウエスタン・リーグ公式戦やファーム交流戦の観戦は有料 だが、中日紅白戦や秋季練習、社会人野球との交流戦などでは無料となるケースもある。

##### 1998年の改修
1998年の5月23日から6月1日にかけて外野側4基の照明塔が撤去され、オフにはナゴヤドームのグラウンド規格に合わせて外野スタンド前列を削りグラウンドを拡張し、フィールド面積や外野フェンス高さをナゴヤドームと同一 とし、ナゴヤドームがイベントへの貸し出し等で使用できない場合でも、実戦感覚で練習できるように配慮した。また、ナゴヤドームの芝部分は人工芝だがナゴヤ球場は選手の肉体面の負担も考慮し、引き続き外野は天然芝、内野は土（ファウルグラウンドの一部は人工芝）のままとなった。

##### 2000年 - 2001年の改修

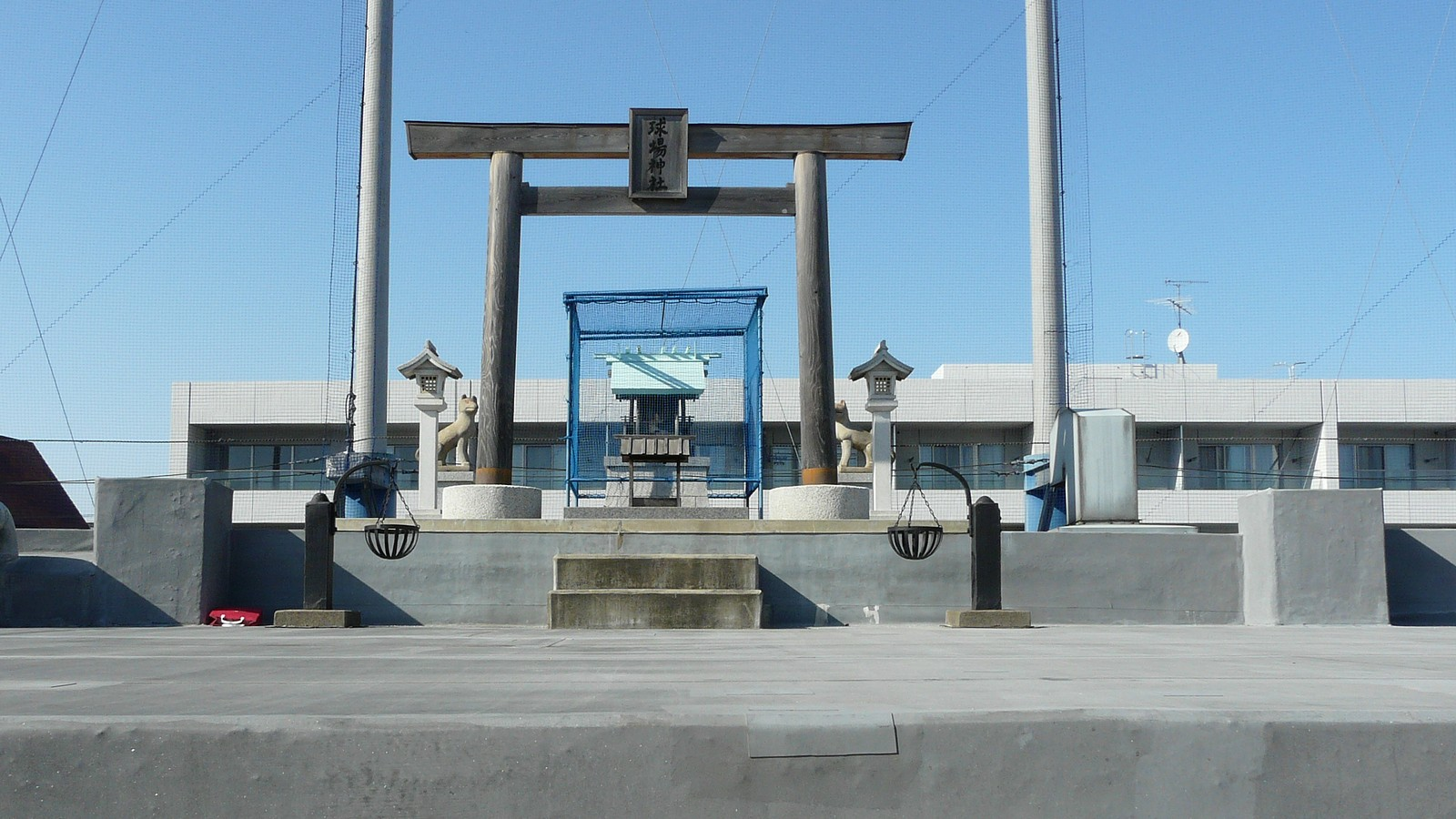
球場神社

2000年オフにはレフト外野席が完全に解体され、スタンド跡地は中日新聞社傘下の折込広告を扱う「中日総合サービス」のナゴヤ球場営業所が建てられた。2001年オフには、内野二階席と三塁側内野席高層部および内野照明塔が取り壊された。その後、2003年2月からは三塁側に隣接する形で球団の新屋内練習場と合宿所が建設され、同年11月26日に練習場と合宿所「昇竜館」の完成式が行われた。それまでは屋内練習場と合宿所「昇竜館」はナゴヤ球場から自家用車で片道約20分の西区堀越にあったが、ナゴヤ球場に練習設備が集約されたことで、「昇竜館」に住む若手選手たちが朝から晩まで練習に取り組めるようになり、それまで以上に野球に打ち込めることが期待された。また、バックネット裏内野スタンド後方には「ナゴヤ球場神社」が設けられている。
ネット裏の2階席部分、3塁側上段部分とナイター設備が撤去され、収容人員は大幅に減少した。スタンドが小さくなったため、球場外周の一部には防球ネットが設置されている。スコアボード（電光式＋磁気反転式メッセージボード）は1992年の球場改修時に設置されたものを改修し、スピードガン表示はレフトスタンド後方からボード右端に組み込まれた。なお、一軍本拠地時代の収容人員は公称35,000人だったが、この改修により、約9,000人にまで減少した。
2006年オフから、秋季キャンプをそれまでの沖縄に代えて実施している。2007年7月からは全席禁煙となった。
2009年春には文化庁から登録有形文化財への登録を打診されたが、自由な改修や改築が不可能になることもあってこれを固辞した。

##### 2009年 - 2012年の改修
2009年9月20日から2010年4月下旬までを予定として、総工費8億円をかけて耐震補強を目的に内野スタンド（正面入り口、バックネット裏内野スタンド、球場事務室など）の改修工事 を行う事となり、1塁側内野スタンド上段部およびライト側外野スタンドは撤去された。これに伴い、収容人数が約9,000人から5,000人に減り、室内練習場・合宿所が隣接している3塁側がホームチーム、1塁側がビジターチームのベンチに変更された。新スタンドでは新たに車椅子での観戦エリアが8席分確保され、車椅子対応の多目的トイレやベビールームも設置された。また、内野スタンド外壁は1948年建設当時の石垣を再使用している。

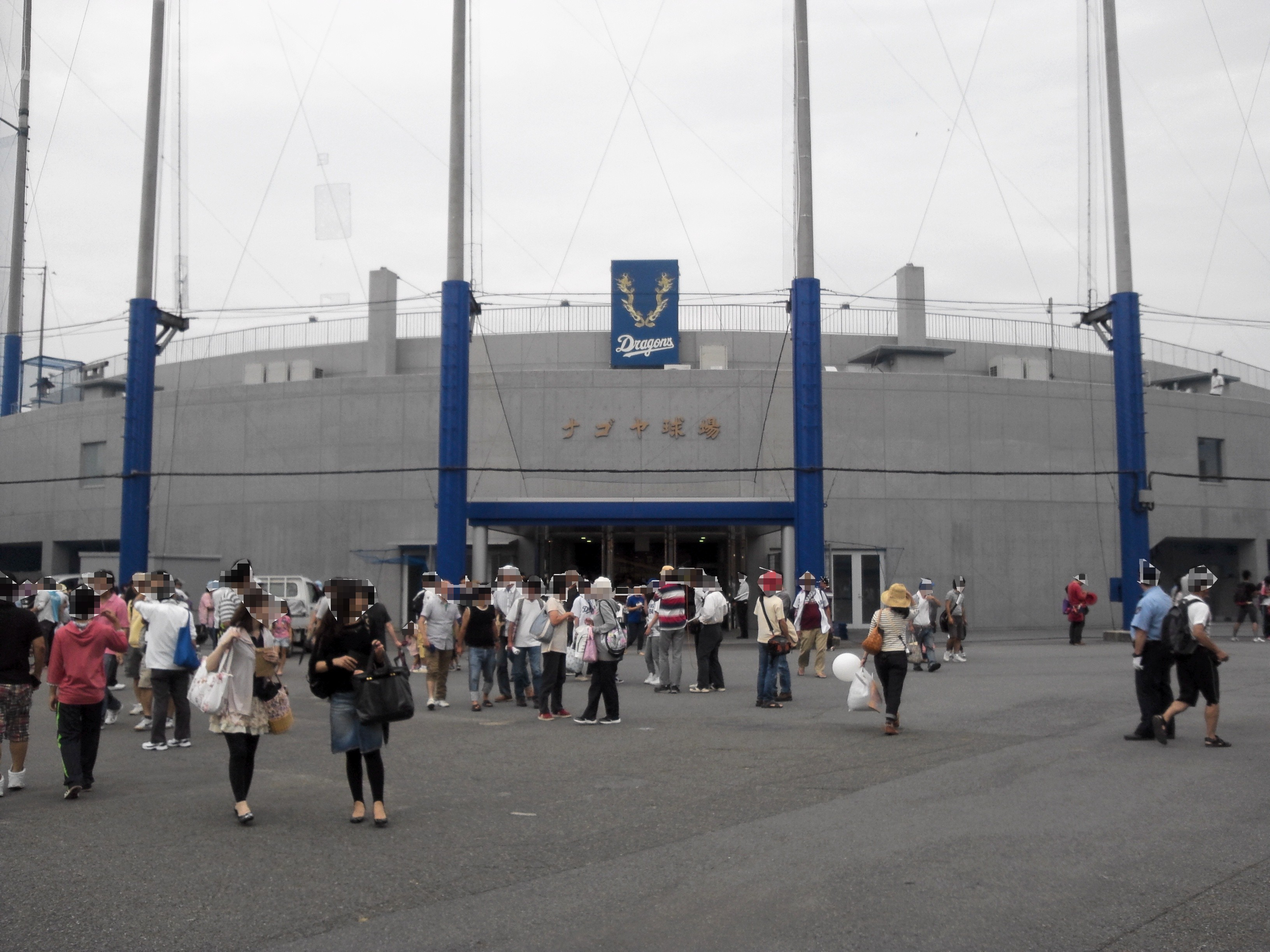
改修後の正面入り口

改修以前は、正面入り口から入ると、正面に階段があり、そのまま客席に向かうようになっていたが、改修で正面に事務所出入り口を設け、客席には側面に設けられたそれぞれ2か所の階段で上っていく。売店も階段手前から階段上がった客席側の通路に移転した。
なおこの改修完了までの間、2010年春季教育リーグとウエスタン・リーグ開幕から約1ヶ月前後の試合はナゴヤ球場が使用できないため、主催試合は一軍本拠地のナゴヤドームをはじめ、蒲郡・春日井・岡崎・四日市・長良川各球場で行われ、5月11日の対ソフトバンク戦から同年シーズンの使用を開始した。
2010年9月はファウルグラウンドを全面人工芝化（後述）。2011年はボールカウントを「SBO」方式から国際標準の「BSO」方式に変更した。
2012年3月にはスコアボードを全面改良（後述）。
フェンス部の広告は二軍本拠地となった以降は消滅していたが、2014年頃より順次復活している。
2022年3月、ライトフェンスにロックバンド「サカナクション」の広告が掲出。これは同バンドのボーカル兼ギターの山口一郎が岐阜県出身の父親の影響により幼少期からのドラゴンズファンであり、自腹で広告枠を購入したもの。これに影響を受けて地元・愛知出身のお笑いコンビスピードワゴンの井戸田潤も、レフトフェンスに自らの持ちネタである「ハンバーグ師匠」の広告を2023年3月に掲出している。
2025年1月、吉川克也球団社長が球場の老朽化を理由に球場施設の移転を検討していると述べた。

## 中日以外の試合実績

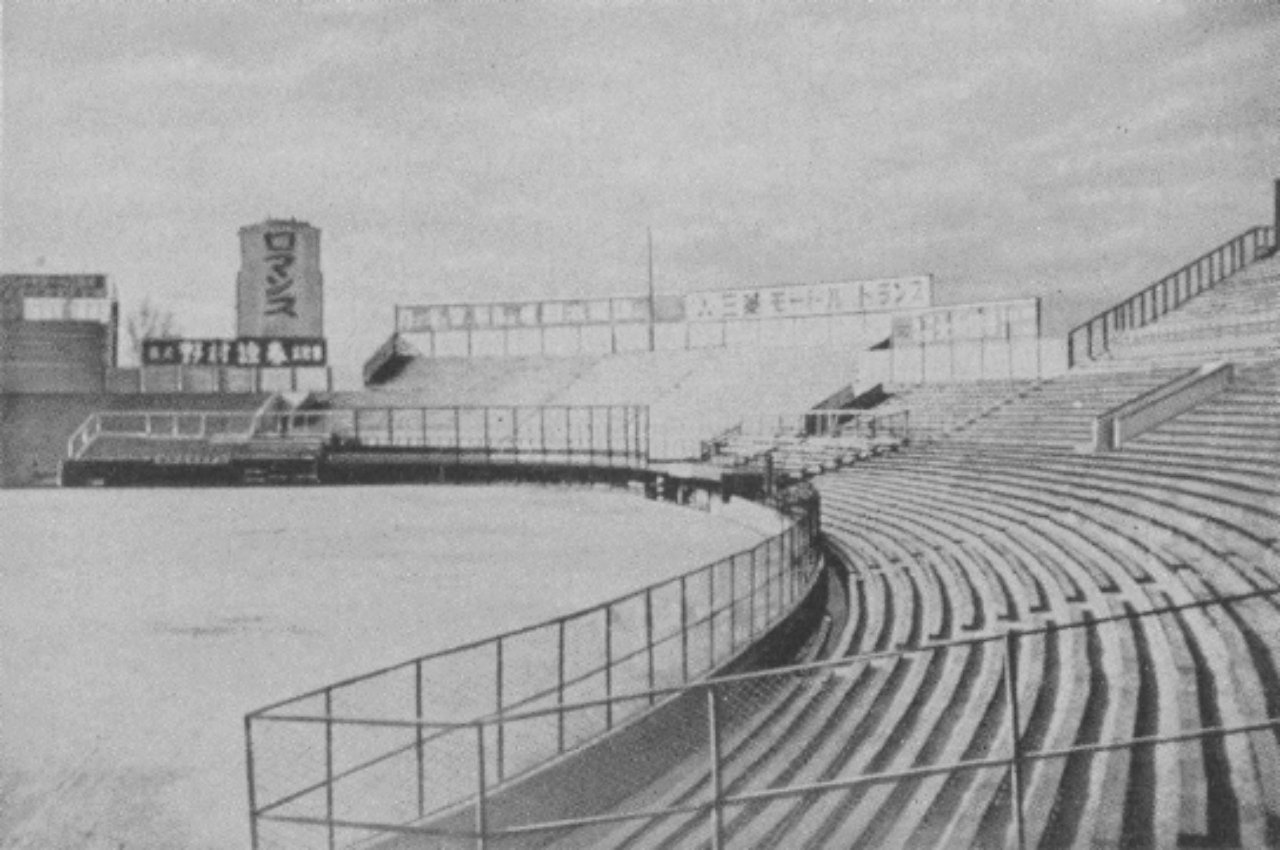
火災で焼失する以前のスタンド(1951年撮影)

### 近鉄バファローズ
パシフィック・リーグ公式戦
当球場を準本拠地としてかつて使用。

### 毎日オリオンズ
パシフィック・リーグ公式戦
- 1953年6月16日 毎日オリオンズ3-2近鉄パールス
- 1953年6月17日 毎日オリオンズ1-6,1-11近鉄パールス

### 大映スターズ
1リーグ時代公式戦
- 1949年9月18日 大映スターズ2-6阪急ブレーブス

### 読売ジャイアンツ
1リーグ時代公式戦
セントラル・リーグ公式戦
- 1951年8月17日 読売ジャイアンツ1-3広島カープ

### 国鉄スワローズ
セントラル・リーグ公式戦
- 1950年4月15日 国鉄スワローズ3-6西日本パイレーツ
- 1951年8月19日 国鉄スワローズ2-5広島カープ

### 松竹ロビンス
セントラル・リーグ公式戦
- 1950年3月18日 松竹ロビンス6-4国鉄スワローズ

### 大阪タイガース
1リーグ時代公式戦
- 1949年11月3日 大阪タイガース8-9大映スターズ

セントラル・リーグ公式戦
- 1950年8月20日 大阪タイガース8-4西日本パイレーツ
- 1950年9月19日 大阪タイガース1-1西日本パイレーツ

### 広島カープ
セントラル・リーグ公式戦
- 1950年4月2日 広島カープ1-10西日本パイレーツ
- 1950年5月13日 広島カープ4-3読売ジャイアンツ
- 1950年9月30日 広島カープ9-17松竹ロビンス
- 1950年10月10日 広島カープ3-1西日本パイレーツ
- 1950年11月12日 広島カープ6-7国鉄スワローズ

### 大洋ホエールズ
セントラル・リーグ公式戦
- 1950年5月28日 大洋ホエールズ0-8国鉄スワローズ
- 1950年8月12日 大洋ホエールズ4-2松竹ロビンス
- 1950年8月13日 大洋ホエールズ6-2広島カープ
- 1950年11月9日 大洋ホエールズ14-2広島カープ

### 西日本パイレーツ
セントラル・リーグ公式戦
- 1950年8月6日 西日本パイレーツ1-2国鉄スワローズ
- 1950年9月17日 西日本パイレーツ6-3国鉄スワローズ

## 施設概要
- 所在地：名古屋市中川区露橋2-12-1

株式会社ナゴヤドーム（本社：同市東区大幸南1-1-1）のオフィス（ナゴヤ球場事務所）も設けられている。
- 開場年月日：1948年12月2日
- グラウンド面積：13,400m2
- 両翼：100m、中堅：122m

1952年の再建時点は、両翼：91.5m、中堅：115m。1998年プロ野球シーズンオフの改修までは、両翼：91.4m、中堅：118.9m。
- 外野フェンスの高さ：4.8m

1998年プロ野球シーズンオフの改修までは、2.13m。
- スコアボード：敷地の都合から日本で一般的なバックスクリーン上部ではなくややライト寄りに設置されている。外郭自体は1952年、前年の火災からの復建時に建てられたものをそのまま使用。2012年にリニューアルされ、カウントも含めて全面LED表示となった。レイアウトは上段にカウント・ジャッジ・スコア、下段に両軍ラインナップ（中間の審判表示は6審判員対応で、横スクロールによるカラーメッセージ表示も可能）。なおスピードガン表示は2012年のリニューアル時に審判員表示の最下段に表示されるようになった。

先代は1992年改修の全面電光式。かつては下段中央に磁気反転式メッセージボード（3色表示・一軍本拠地時代は月刊ドラゴンズの広告を表示していたこともある）を設置していたが2010年の改修時に中日新聞の広告がはめ込まれ、2011年からは左側に中日新聞社の旗を模したもの・右側に中日新聞・中日スポーツと記載したものに変えられた。 カラーも現在はフェンスと同じブルーだが、電光化前はグリーンだった。昭和30年代前半まではカウント表示にネオンサインを使用していたが、後に一般的なランプ式へ変更された。
一軍本拠地時代に存在したボード後方の給水塔（野球ボールを模したもの）は二軍本拠地化以降、撤去された。
- 収容人員：4,495人（2016年 - ）

開場当時は25,000人。1952年の再建当時は30,000人。1955年より、35,000人。2001年プロ野球シーズンオフの改修時は8,939人（内野のみ）。
- バックスクリーン：拡張後はウインチ昇降式スクリーンテントという簡易的なものとなっている[18]。一軍本拠地時代は独立したものが設置されており、「5Ch CBCテレビ」という中部日本放送の電光看板があり、ホームランや試合終了時、チェンジや投手交代時などに看板が点灯した（文字の廻りを赤い破線が四方を時計回りで回転する動き）。

- グラウンド：2011年現在は外野フェアグラウンドに天然芝、内外野のファウルグラウンドには人工芝を採用。

人工芝は2010年9月、ベンチ前にナゴヤドームで使用した人工芝を再利用する形で設置し、2011年3月には外野部分を含むファウルエリアを全面人工芝化した（全てナゴヤドーム使用のものの再利用）。
1968年、ダートサークルを囲む3/4円状のライン（タータントラック）が設置（中央寄りに、ブロック体で「DRAGONS」の文字が逆アーチ状に入る）。また、ネクストバッターサークルからつながるラインが設置されたほか、コーチャーズボックスもタータンになった（いずれも、緑色を基調とし、白の縁取り・文字が入ったデザイン）。1988年から2010年までは、当時のユニフォームと同じ筆記体による「Dragons」のロゴが逆アーチ状に入った2代目（2009年のグランド写真参照）が使用され、2011年に前述の人工芝化に伴い撤去された。
人工芝のホームベース後ろ部分には、2代目ダートサークルと同じ書体の「Dragons」が入った（逆アーチ状ではない）。
1970年代には内野のファウルグラウンド部分にも天然芝が敷かれていた（右上写真参照）。
土の部分は、中京スポーツ施設により「エコロミックス」という舗装材（団粒化改良土）を使用。

### プロ野球以外の野球の試合
2021年の第12回大会から全国高等学校女子硬式野球ユース大会の決勝戦で使用している。

### 野球以外の利用
本来は野球場だが、先述のゴルフ練習場のほか、コンサート会場、後述のボクシング会場や、サッカー場 など異なる用途に使用される場合 がある。

#### コンサート利用の不許可
1985年頃からしばらくの間、近隣住民の騒音問題を理由にコンサートの利用の許可をしなかった時期がある。この事を問題にした記事が、音楽雑誌に掲載された事もあった。原因としては、1983年頃に行われたロックイベントで、オートバイに乗った集団の騒音がうるさかった為、近隣住民から多数の苦情が出た為、とされる。
元々プロ野球が開催された時も騒音に対する苦情はあったが、中日ドラゴンズの本拠地である為、さすがに野球に使用許可を出さない訳にいかず、球場側と名古屋市はコンサートへの使用には許可を出さなかった。
1985年に中京競馬場で行われたサザンオールスターズや、大阪球場で行われた尾崎豊のライブは、当初ナゴヤ球場で行いたく申請をしたが、両名とも使用の許可がおりず、会場の変更を余儀なくされている。（サザンオールスターズは、1984年にナゴヤ球場でライブを行っていた。）
雑誌等の呼びかけにより、コンサート開催の為に約90000人の署名が集まった。署名は1986年7月15日に球場側に手渡されたが、当日参加する予定だった責任者は現れず、出席した事情を把握していない代理人に手渡す事となってしまった。
ナゴヤ球場が使用出来なかった時期は、スタジアムコンサートは小牧市総合運動場野球場が利用されていた。

## 交通

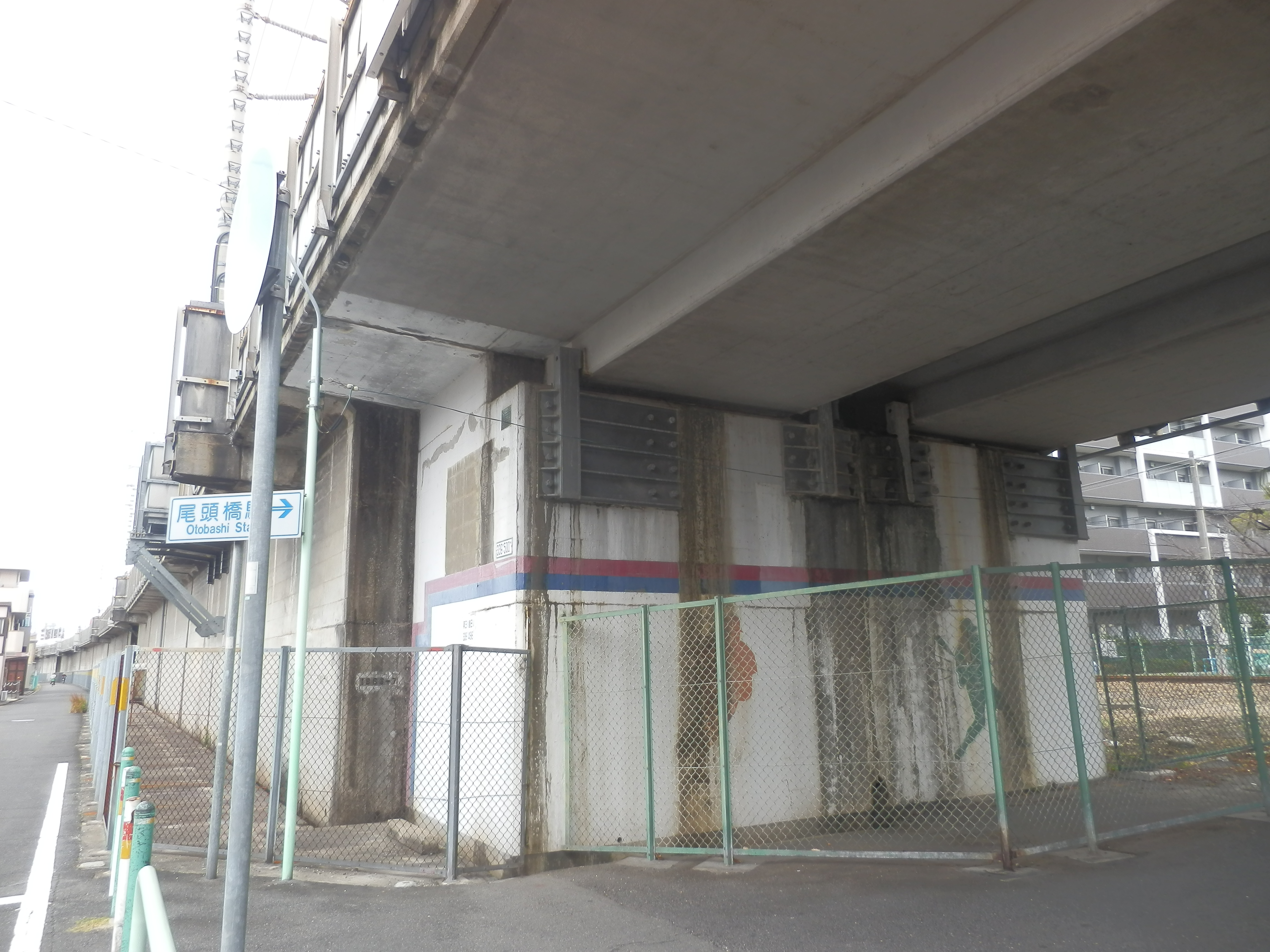
尾頭橋駅⇔球場間の東海道新幹線高架下（ナゴヤ球場正門前駅入口跡）はドラゴンズをイメージした塗装（経年変化で色褪せしている）

- JR東海 東海道本線 尾頭橋駅より徒歩約7分
  - 1987年から1994年まで、JR東海は名古屋港線（2024年廃止）の名古屋駅 - 名古屋港駅間に「ナゴヤ球場正門前駅」という臨時駅を設け観客輸送を行っていたが、1995年の尾頭橋駅開業に伴い廃止された。なおそれより前の国鉄時代にも、幾度か同地点に観客輸送のための臨時駅が設置されたことがあった。
- 名鉄 名古屋本線 山王駅より徒歩約7分
  - 名鉄山王駅の駅名は1956年9月から「中日球場前駅」、1976年1月から2005年1月まで「ナゴヤ球場前駅」だった。もともとは有人駅だったが、現在は無人化されている。かつては臨時切符売り場も併設していた北口の駅務室や球場に近い南口改札は現在シャッターが下ろされている。
- この他、名古屋市営バス（五女子バス停）も利用可能である。
- 近鉄バファローズがナゴヤ球場で主催公式戦を行っていた頃、近鉄球団や近畿日本鉄道のポスターなどでは名古屋線米野駅を自社路線での最寄り駅として案内していたが、距離的に遠いため、徒歩では20分から30分ほどの時間を要する。

## 球場にまつわる出来事
1950年・日本ワールドシリーズ第5戦
当時はまだフランチャイズの定義が曖昧だったこともあり、この年の日本シリーズ（当時の名称は日本ワールドシリーズ）は全国各地で行われた。中日球場は第5戦において使用された。
1953年・プロボクシングの試合
8月10日、日本バンタム級堀口宏（堀口）VS横井義春（松田）、ライト級秋山政司（極東）VS米津利治（岡崎）のダブルタイトルマッチが行われ、堀口が判定で5度目、秋山が7回TKOで12度目の王座防衛にそれぞれ成功。
1954年・中日初の日本一
同年の日本シリーズで西鉄ライオンズと対戦。3勝3敗で迎えた中日球場での第7戦では杉下茂が西鉄を完封し、中日は初の日本一。監督の天知俊一は顔を涙でくしゃくしゃにしながら選手たちに胴上げをされた。中日の次の日本一はこの後53年間待たされることになるが、中日球場・ナゴヤ球場時代では唯一の日本一の瞬間でもあった。
1959年・伊勢湾台風の直撃で大きな被害
9月26日に超大型の「伊勢湾台風」が東海地方を直撃した影響で、伊勢湾に近い中日スタヂアムのグラウンド、ベンチ、トレーナー室が冠水。スコアボードに至っては、外壁の大半が強風で吹き飛ばされたため、骨組みと上部の大時計しか残らなかった。
中日の一軍は当時広島へ遠征していて、9月27日に広島市民球場で広島東洋カープとのダブルヘッダーへ臨んでから、夜行列車で名古屋に戻った。29日から控えていた読売ジャイアンツ（巨人）との3連戦に備えた帰名であったが、セ・リーグでは上記の被害を鑑みて、この3連戦を川崎球場への振り替え開催で対応した。
中日スタヂアムは9月中に仮復旧まで至ったため、中日球団では、伊勢湾台風で被災した地域への義援金を10月開催の主管試合で募集した。対象の試合は3日の対国鉄スワローズ戦、6日の対阪神タイガース戦（いずれも中日スタヂアム）および、会場を広島市民球場に振り替えた10月10 - 12日の対広島5連戦（11・12日はダブルヘッダー）。3日の対国鉄戦では、台風での犠牲者に向けて、両チームの選手が試合前にグラウンド上から黙祷を捧げていた。
中日球団では10月7日以降も、（川崎球場へ振り替えた前述の対巨人戦を除く）未消化の主管4試合で中日スタヂアムを使用することを計画していた。しかし、実際には上記の広島戦のように他球団の本拠地で開催することによって、レギュラーシーズンの全130試合（当時）を消化した。中日スタジアムのグラウンドコンディションが復旧後も完璧から程遠かったことや、10月3日の対国鉄戦では観衆が1,200人、6日の対阪神戦では2,500人（いずれも概算による公式発表）と通常の主管試合を大きく下回っていたことによる。
1967年・大怪獣空中戦 ガメラ対ギャオスに登場
大映の特撮映画「大怪獣空中戦 ガメラ対ギャオス」にて、夜に名古屋に現れ街を破壊するギャオスからの避難場所として中日球場が登場するシーンがある。ギャオスが光に弱いという特性のため照明設備のある球場が避難場所となった。ただしグラウンドの場面の撮影は、映画を製作した大映の資本で建設された東京球場でおこなわれている（背景のみ中日球場の実景を合成）。
1972年・爆破予告電話で試合中断
8月24日の中日対巨人戦の試合中、球場に「三塁側内野スタンドに爆弾を仕掛けた。午後7時45分に爆発する」という内容の電話があり試合は午後7時38分に中断。三塁側ベンチ内の巨人選手と三塁側内野席の観客を緊急避難させスタンドを調べたが、不審物は見つからず午後8時3分に試合を再開した。
1973年・「10・20」
阪神の優勝を中日が阻んだ一戦のことを指す。阪神はこの試合を含めたシーズンの残り2試合のうち1試合を勝つか引き分ければ優勝であったが、この試合と最終の対巨人戦で連敗した結果巨人がセ・リーグ9連覇を達成した。敗れた阪神は12年後の1985年まで優勝から遠ざかることとなる。
試合は中日星野仙一、阪神江夏豊が先発。2-2で迎えた4回裏に中日が木俣達彦の本塁打で3－2と勝ち越し、8回裏にも1点を加え4－2で勝利した。デーゲームで行われたこの試合中、新幹線で移動していた巨人の選手達は、試合経過を知るために車窓から中日球場のスコアボードを見ようとしたがはっきり確認できず、名古屋駅に到着した時にファンから中日が勝ち越していることを知らされた。この知らせによって、車中の雰囲気は一気に明るくなったと言われている。
- 巨人の9連覇をテーマにしたテレビアニメ『侍ジャイアンツ』にも、この試合をモチーフとした試合が登場する。そこでは、主人公・番場蛮の乗車した新幹線が中日球場の側を通過中に、蛮の親友である中日・大砲万作がホームランを打っている。

1974年・中日20年ぶりの優勝
前年までV9を続けていた巨人に代わり、この年は中日が優勝した。同年10月12日の対大洋・第二試合で最後の打者・山下大輔をサードライナーに打ち取った星野仙一・木俣達彦のバッテリーがマウンド上で抱き合った直後、興奮した観衆がグラウンドになだれ込んだ。その後の表彰式は、なだれ込んだ観客を外野グラウンドに隔離した上で行われている。
同日、巨人・長嶋茂雄が引退発表し、翌14日に引退試合を行った。
この年に当時大学生の山本正之によって作られた応援歌『燃えよドラゴンズ!』には当時の球場名（通称）である「中日球場」が1番の歌詞に登場する。その後、'77年バージョンから'93年の『平成FIVE』までは「ナゴヤ球場」、'98年以降のバージョンには「ナゴヤドーム」と、球場名や選手名の部分が時代に合わせて変更されながら歌い継がれている。
1975年・照明故障で試合が中止に
7月26日の中日-広島戦の2回表、広島の攻撃中に三塁側内野席裏の照明塔の照明全てが突然消灯。試合を中断して復旧に当たったが復旧せず、審判員と両監督が協議した結果、試合はノーゲームとなった。
同カードの折り返し、9月10日の広島市民球場の試合では試合中に選手やファンが乱闘を起こした影響で選手にけが人が出たことや警備上の問題から9月11日開催予定の試合が取り消されたことがあり、自然災害以外のトラブルで同じカードが2度中止になる珍しいケースとなった
1982年・「9・28」逆転サヨナラ
優勝争いをしていた巨人との最後の直接対決3連戦。当時の中日は先発江川卓を苦手にしていたが2-6で迎えた9回裏、大学時代から江川キラーといわれた代打・豊田誠佑のヒットを皮切りに中尾孝義のタイムリーで同点に追いつく。延長10回裏に満塁とし、大島康徳が江川の後を継いだ角からタイムリーヒットを打ってサヨナラ勝ち。中日はこの時点で巨人よりも残り試合数が多かったためマジック12が点灯。中日はレギュラーシーズン最終戦の横浜スタジアムでの対横浜大洋ホエールズ戦で優勝を決めた。

1987年・初登板でノーヒットノーラン
1987年8月9日対巨人戦、ドラフト1位指名で入団した新人の近藤真一が先発に抜擢される。2四球1失策のみに抑え、日本プロ野球史上初となる初登板ノーヒットノーランでデビューを飾った。
1988年・ナゴヤ球場での最後の優勝
監督就任2年目の星野仙一が初めて優勝を勝ち取った年でもある。立浪和義が球団史上唯一人の「高卒新人として開幕戦フルイニング出場」。10月7日の対ヤクルトスワローズ戦、この年2年連続最多セーブ投手やセ・リーグMVPとなった郭源治が目を真っ赤にしながら最終回を抑え中村武志と抱き合った直後、興奮したファンがグラウンドになだれ込んだ。星野の胴上げが終わると同時に選手・コーチは一目散にベンチ裏に避難し、監督インタビューも中止された。何者かが乱入する際にペンチでフェンスを切ったため、そこで指を怪我する観客もいた。
1989年8月12日・ノーヒットノーラン寸前から逆転
巨人の先発斎藤雅樹相手に無安打だった中日は0-3で迎えた9回裏一死、代打音重鎮が右翼線へヒット、2死後川又米利が四球で出塁、3番仁村徹がタイムリーを放ち1-3とする。さらに4番落合博満が右中間スタンドへ逆転サヨナラ3ランホームランを放ち、4-3で中日が勝利を収めた。
1990年・再度の球場火災
1990年9月11日中日－大洋22回戦の試合開始前の17時56分頃、スコアボード右横の照明塔下部付近にあるごみ集積場から出火。一時は10m近く火柱が上がり黒煙がグラウンドに立ち込め、ライトスタンドにいたファンをグラウンドへ避難させた。火は18時11分に消し止められたが、竹製のくずかご50個のうち約30個が焼失、集積場の扉や屋根が焼けた。普段は火の気がないことから、出火原因はタバコの火の不始末とみられている。なお試合は通常から23分遅れの18時46分に開始し、11－2で中日が大勝している。この試合の3日前に巨人の優勝が決まっていたため、事実上消化試合となっていた。
1991年7月19日・8点差からの逆転
0-8で迎えた7回裏、巨人先発槙原寛己から落合がソロホームラン、8回裏にマーク・ライアルの2点タイムリーで3-8、代わった木田優夫から落合が四球、川又も押し出しの四球で4-8。代打中村武志が左翼席最上段へ満塁ホームランを放ち、8-8の同点に追いつく。延長10回裏、そのまま守備に入った中村が水野雄仁から2打席連続ホームランとなるサヨナラホームランを放ち、9-8で逆転勝利を収めた。
1994年・「10.8決戦」
中日と巨人の同率首位決戦のことを指す。
この日は廃止が決まったJRナゴヤ球場正門前駅の最終営業日となった。
1996年・「10・6」

ナゴヤドームへの本拠地移転に伴う、ナゴヤ球場の一軍公式戦使用が最後となった一戦のことを指す。
カードは「10・8」と同じくまたも中日－巨人。巨人はこの年、首位・広島に最大11.5差の大差をつけられるなど、リーグ優勝はほぼ絶望視されていた。しかし巨人監督である長嶋のメークドラマ発言によってチームが息を吹き返し、8月後半には首位に。その後も勢いは衰えず、マジック1でこの試合を迎えていた巨人が勝利。2年ぶりのリーグ優勝を果たし、長嶋がナゴヤ球場最後の胴上げ監督となった。なおナゴヤ球場最後の胴上げ投手は川口和久、最終打者は立浪だった。星野は目の前で胴上げを見る屈辱を味わいながらも試合終了後行われた、ナゴヤ球場のお別れセレモニーで「ジャイアンツファンの皆さん、優勝おめでとう！」と敵軍を称えるメッセージを贈り、「来年（ナゴヤ）ドームで出直します！ありがとう、ナゴヤ球場！世界一のスタジアムだと思っています！今までナゴヤ球場を愛してくださった皆さん、また来年、ドームでお会いしましょう！」と締め括った。
この試合で、当時中日に在籍していた矢野輝弘（元阪神タイガース監督）が当球場における1軍の公式戦では最後となるホームランを放った。
1996年・メモリアルゲーム
シーズン終了後、中日OB対巨人OBのメモリアルゲームが行われた。この試合では現役代表として出場した松井秀喜が星稜高等学校の先輩にあたる小松辰雄から本塁打を打っている。
1997年11月30日・モーニング娘。メジャーデビュー決定
テレビ番組『ASAYAN』内で1997年に行われた「シャ乱Qロックボーカリスト・オーディション」落選組で、後に女性歌手グループ「モーニング娘。」の初代メンバーとなる5名（中澤裕子、石黒彩、飯田圭織、安倍なつみ、福田明日香）が、『大阪、福岡、札幌、名古屋、東京の5会場でインディーズCD「愛の種」5万枚完売』という課題を4会場目のナゴヤ球場 で達成し、メジャーデビューを勝ち取った。ナゴヤ球場はモー娘。の「出発点」とも言える場所で、現在でもモー娘。ファンからは一種の「聖地」とみなされることがある。
2019年・23年ぶりの一軍戦
ナゴヤドーム完成後、一軍の試合は行われてこなかったが、この年の3月7日、23年ぶりの一軍の試合が、オープン戦の対DeNA戦で行われ、定員約3000人のチケットが完売し、内野席のみにも拘わらず超満員の大盛況のもと開催された。
これは、ナゴヤドームが毎年3月第2日曜日に開催される名古屋ウィメンズマラソンのゴール地点（スタートはドームの外）とされ、ナゴヤドームでの試合開催が不可能となるためで、2020年、2021年も同様にナゴヤ球場で埼玉西武ライオンズとのオープン戦が開催された。

## 備考
本球場でノーヒットノーランを達成した投手は5人いるが、大脇照夫（国鉄）、金田正一（国鉄、完全試合）、中山義朗（中日）、近藤真一（中日）というセ・リーグの4投手は全員が所在地の愛知県出身である。また、国鉄の2人はいずれも対中日戦のダブルヘッダー第2試合で達成、中日の2人はいずれも左腕投手で8月の対巨人戦で達成（ちなみに金田と後述の山下も8月に達成している）と共通するところが多い。なお、パ・リーグの投手では近鉄の山下登（兵庫県出身）が対高橋戦で達成している。高橋にとっては唯一の無安打無得点試合である。
中日スタヂアムとして完成した当初、西宮球場において、フィールド内での組立バンクによる競輪開催（西宮競輪。2002年廃止）が成功を収めたことから、西宮球場と同じくフィールド内に組立バンクを設置して競輪開催をする構想があった。だが、最終的には名古屋市財政局からの強い要望によりこの構想はなくなり、競輪場としては新たに名古屋競輪場が建設された。
本球場ではジェット風船の使用が可能である。一方、ナゴヤドームではその使用が通常時禁止 となっており、中日が本拠地をそちらに移した後、中日ファンはビジターや地方球場のみそれを使用している。